# Gergithus ignotus
Gergithus ignotus är en insektsart som beskrevs av Melichar 1906. Gergithus ignotus ingår i släktet Gergithus och familjen sköldstritar. Inga underarter finns listade i Catalogue of Life.